# Stratovarius
Stratovarius är ett power metal-band från Helsingfors, Finland.

## Historia
Bandet grundades 1984 och hette från början Black Water. Från början var bandmedlemmarna väldigt influerade av Black Sabbath och Ozzy Osbourne, även om Staffan Stråhlman lade in en del klassiska inslag.
En tid efter Staffan Stråhlmans avhopp (1985) insåg bandet att de behövde en ny sångare, och det blev Timo Tolkki som tog över den rollen. Efter detta byte började bandet bli mer klassiskt influerat och väldigt melodiskt. Det var även Timo Tolkki som influerade bandet med tongångar inspirerad av Blackmore, Rainbow och barockmusik.
De spelade mycket i Helsingfors och de gjorde även sin första demokassett 1987, som bestod av sångerna "Future Shock", "Fright Night" och "Night Screamer". Det var genom demon och en konsert på Tavasti Club, Helsingfors, som de fick ett kontrakt hos CBS Finland. 
I maj 1989 släpptes deras debutalbum "Fright Night". 
I början av 1990 hade CBS Finland förlorat intresset för bandet, och de var tvungna att finansiera "Twilight Time" själva. Man insåg också då att intresset för bandet i Finland inte var så stort, utan fansen fanns utanför landet. De fick ett kontrakt hos Shark Records och släppte "Twilight Time" i Europa i oktober 1992, albumet fick också ett stort intresse i Japan och det låg på topp 10 för importskivor i Japan i fem månader. I juli 1993 blev "Twilight Time" det bäst säljande importalbumet i Japan. 
I februari och mars 1994 släpptes deras tredje album "Dreamspace" över hela världen. Kritikerna älskade albumet och deras popularitet växte ännu mera. 
Man bestämde sig för att leta efter en ny sångare för att utveckla bandets musikstil, och det blev till slut Timo Kotipelto som blev deras nya sångare. Under våren och sommaren 1994 spelades det nya albumet "Fourth Dimension" in. Albumet släpptes 1995 och sålde dubbelt så mycket som "Dreamspace". Det är efter detta album som Tuomo Lassila (trummor) och Antti Ikonen (keyboard) ombads lämna bandet. Detta beslut berodde främst på personkemin och musikaliska olikheter men också för att Timo Tolkki och Timo Kotipelto ville utveckla bandets musik ännu mera. Jörg Michael (trummor) och Jens Johansson (keyboard) tog de äldre bandmedlemmarnas plats. Det berättas att när Timo Tolkki sökte efter en ny keyboardist annonserade han efter någon som kunde spela som Jens Johansson. Istället blev den riktige Johansson, som tidigare spelat i Silver Mountain, Dio, Yngwie J Malmsteen's Rising Force med mera, intresserad och ställde upp. Detta ledde till att bandets femte album "Episode" (som släpptes 1996) var mer dramatiskt, melodiskt och symfoniskt än förut. Man använde sig även av en kör på 40 sångare och en orkester med 20 musiker. 
Under åren som gått har Stratovarius vuxit som band, de har även sålt guldskivor (med "Visions" och "Destiny") och de fick en ”Emma" för att de var ett enastående exportband 1999. 
2000 tog de en paus, och några av bandmedlemmarna arbetade då på sina soloprojekt (ex. Timo Tolkki och Timo Kotipelto). De återvände dock 2003 då de släppte Elements part 1 och 2.
År 2008 splittrades bandet tillfälligt men återförenades mot slutet av året. Timo Tolkki har ersatts av Matias Kupiainen och ett nytt album släpptes 2009.

## Medlemmar

### Nuvarande medlemmar
- Timo Kotipelto – sång (1994–2004, 2005–)
- Jens Johansson – keyboard (1995–)
- Lauri Porra – basgitarr (2005–)
- Matias Kupiainen – gitarr (2008–)
- Rolf Pilve – trummor (2012–)

### Tidigare medlemmar
- Staffan Stråhlman – gitarr (1984–1985)
- John Vihervä – basgitarr (1984–1987)
- Jyrki Lentonen – basgitarr (1987–1990)
- Jari Behm – basgitarr (1990–1993)
- Tuomo Lassila – trummor (1984–1995), sång (1984–1985)
- Antti Ikonen – keyboard (1988–1995)
- Jari Kainulainen – basgitarr (1993–2005)
- Timo Tolkki – gitarr (1985–2008), sång (1985–1994)
- Jörg Michael – trummor (1995–2012)

### Turnerande medlemmar
- Alex Landenburg – trummor (2010)
- Jari Kainulainen – basgitarr (2017)

## Diskografi

### Studioalbum
- 1989 – Fright Night
- 1992 – Twilight Time (även kallad Stratovarius II)
- 1994 – Dreamspace
- 1995 – Fourth Dimension
- 1996 – Episode
- 1997 – Visions
- 1998 – Destiny
- 2000 – Infinite
- 2003 – Elements Part 1
- 2003 – Elements Part 2
- 2005 – Stratovarius
- 2009 – Polaris
- 2011 – Elysium
- 2013 – Nemesis
- 2015 – Eternal
- 2022 – Survive

### Livealbum
- 1998 – Visions of Europe (Live)
- 2009 – Polaris (Live)

### Samlingsalbum
- 1997 – Past and Now
- 1999 – Chosen Ones
- 2000 – 14 Diamonds – Best of Stratovarius
- 2001 – Intermission
- 2006 – Black Diamond: The Anthology
- 2012 – Infinite + Intermission
- 2018 – Enigma: Intermission II

### EP
- 2010 – Darkest Hours
- 2013 – Unbreakable
- 2024 – Heroes
- 2024 – Demand
- 2024 – Abandon

### Singlar
- 1988 – "Future Shock" (7″)
- 1989 – "Black Night" (7″; släppt före Fright Night, sällsynt)
- 1992 – "Break the Ice" (7″; släppt före Twilight Time)
- 1995 – "Wings of Tomorrow"
- 1996 – "Will the Sun Rise?"
- 1996 – "Father Time"
- 1997 – "Black Diamond"
- 1997 – "Kiss of Judas" (sällsynt)
- 1998 – "SOS" (släppt före Destiny)
- 2000 – "Hunting High and Low"
- 2000 – "A Million Light Years Away"
- 2002 – "Eagleheart"
- 2003 – "I Walk To My Own Song"
- 2005 – "Maniac Dance"
- 2009 – "Deep Unknown"